# Bowling-Green-Bay-Nationalpark
Der Bowling-Green-Bay-Nationalpark (engl.: Bowling Green Bay National Park) ist ein Nationalpark im Osten des australischen Bundesstaates Queensland.
Im Park sind viele unterschiedliche Lebensräume geschützt, u. a. auch das wilde, bewaldete Gebiet um den Mount Elliot und den Saddle Mountain und die Ästuare an der Küste zwischen dem Cape Cleveland und dem Cape Bowling Green. Der Park ist nach der Ramsar-Konvention geschützt.

## Lage
Er liegt 1.100 Kilometer nordwestlich von Brisbane, 28 Kilometer südlich von Townsville und 59 Kilometer nördlich von Ayr.

## Geländeformen
Der Gipfel des Mount Elliot ist 1.342 Meter hoch. An seiner Ostflanke gibt es viele Bäche, von denen der Alligator Creek der bedeutendste ist. Der Bach ist ein beliebter Badeplatz. Vogelbeobachter sehen den Vögeln beim Trinken des Bachwassers und beim Fressen der Auenvegetation zu.
Im Park befindet sich auch die Flussaue des Haughton River mit einem der größten Feuchtgebiete an der Ostküste Australiens. Es entstand durch die Ablagerung von Schwemmmaterial aus den Küstenflüssen im ruhigen Wasser der Bowling Green Bay und besteht aus Wattgebieten, Salzsümpfen, einzelnen Hügeln und Mangrovenwäldern. Hinter den mit Mangrovenwald bewachsenen Gebieten befinden sich reine Salztonebenen. Diese weiten Flächen sind charakteristisch für Feuchtgebiete im Norden von Queensland, wo vergleichsweise geringe Regenfälle und eine kurze Regenzeit es nicht vermögen, das Salz wegzuspülen.

## Fauna
Der Brolgakranich und die Spaltfußgans finden ihren Lebensraum in den Binsensümpfen der Bowling Green Bay. Außerdem ist der Park der beste Ort, um den seltenen Cistensänger zu beobachten. Weitere Vogelarten dort sind die Pfeifgans, die Augenbrauenente, der Löffler, der Ibis und der Jabiru. Krokodile findet man in den Ästuaren und Sumpfgebieten. In den bewaldeten Gebieten des Nationalparks leben die Gebänderten Baumwarane (Varanus scalaris) und die imposante Kragenechse (Chlamydosaurus kingii).

## Einrichtungen
Camping im Park ist auf dem Zeltplatz am Alligator Creek gestattet. Wildes Campen ist am Cape Bowling Green erlaubt. Offenes Lagerfeuer und Haustiere sind im Park allerdings verboten.

## Zufahrt
Der Nationalpark ist vom Bruce Highway aus zu erreichen. Zum ‘’Cape Bowling Green’’ kommt man über das Dorf Alva Beach.